# 桃川駅
桃川駅（もものかわえき）は、佐賀県伊万里市松浦町桃川にある、九州旅客鉄道（JR九州）筑肥線の駅である。

## 歴史
- 1935年（昭和10年）3月1日：北九州鉄道により松浦駅（まつうらえき）として開設[2]。
- 1937年（昭和12年）10月1日：国有化[2]。桃川駅（もものかわえき）に改称[2]。
- 1983年（昭和58年）3月22日：駅員無配置駅となる[3][4][5]。
- 1987年（昭和62年）4月1日：国鉄分割民営化に伴い、JR九州に移管[2]。
- 2000年（平成12年）：駅舎解体。

## 駅構造
単式ホーム1面1線を有する地上駅。2000年に木造駅舎が撤去された。ホーム上に待合所が設置されている。無人駅。

## 利用状況
2011年度の1日平均乗車人員は64人である。
| 年度   | 1日平均 乗車人員 |
| ------ | ---------------- |
| 2000年 | 78               |
| 2001年 | 79               |
| 2002年 | 69               |
| 2003年 | 70               |
| 2004年 | 65               |
| 2005年 | 59               |
| 2006年 | 51               |
| 2007年 | 51               |
| 2008年 | 54               |
| 2009年 | 60               |
| 2010年 | 71               |
| 2011年 | 64               |

## 駅周辺
旧国道498号が筑肥線と並行しており道路沿いに集落があるが、店舗は少ない。
- 伊万里松浦郵便局
- 伊万里市役所松浦支所
- 伊万里市立松浦小学校
- 桃川親水公園
- 諏訪神社
- 中野神右衛門供養塔[7]
- 桃川瓶山窯跡
- 国道498号松浦バイパス
- 佐賀県道38号相知山内線
- 桃川橋
- 松浦川
- 温泉タクシー「桃川駅前」停留所 - 武雄・桃川線

## 隣の駅
九州旅客鉄道（JR九州）
■筑肥線
肥前長野駅 - 桃川駅 - 金石原駅